# Abrams Air Craft
 (11 mai 2025).
Motif : Cela semble maintenant être un article biographique, mais le titre, le bandeau, l'infobox, les portails et les catégories n'ont pas été mis à jour
Talbert « Ted » Abrams (1917-1990) est un pionnier américain de la photographie et de la cartographie aérienne, né le 17 août 1895 à Tekonsha, Michigan. Inspiré par les exploits des frères Wright, il trouve à l’âge de 18 ans un emploi sur l’aérodrome de Détroit, avant de devenir mécanicien chez Benoist Airplane Company. Il gagne ensuite Buffalo, dans l’État de New York, et travaille à la Curtiss Aeroplane Company. Il apprend également à piloter, obtient en 1916 la licence numéro 282 attribuée par la Fédération aéronautique internationale (FAI).
Engagé dans l'US Marines en 1917, il est affecté à l’école de pilotage de la Navy de Pensacola, en Floride. La guerre achevée il reste dans les Marines et, affecté à la First Marine Aviation Force, participe aux opérations de relevé topographique et de surveillance des mouvements de rebelles en Haïti. Il n’est donc pas surprenant qu’à la fin de son engagement, en 1920, il soit devenu très intéressé par la topographie aérienne et la photographie aérienne.
Après avoir tenté de faire carrière comme Barnstormer sur un Curtiss JN-4 Jenny, il épouse le 15 janvier 1923 Leota Pearl Fry, s’installa à Lansing, Michigan, et achète un Standard J-1 (en) qu’il équipe pour la prise de vues aériennes. Abrams Aerial Survey Corp obtient rapidement des contrats gouvernementaux. La flotte s’agrandit, l’entreprise prospère, et Abrams Instrument Corp est créée pour concevoir et commercialiser des équipements de prise de vue plus perfectionnés.
En 1937 Ted Abrams constitue Abrams Air Craft Corp, entreprise dont le but est de construire un avion spécifiquement adapté à la photographie aérienne. Outre l’Abrams P-1 Explorer, Ted Abrams dessine plusieurs avions destinés au même travail mais la guerre ne permet pas leur construction. Durant la Seconde Guerre mondiale l’Abrams School of Aerial Surveying and Photo Interpretation forme les spécialistes en photogrammétrie de l’armée américaine et Abrams Instrument Corp fournit à l’armée des équipements de plus en plus perfectionnés.
En 1961 Abrams Instrument Corp est vendue à Curtiss-Wright Corporation, Ted et Leota Abrams parcourent alors le globe en avion pour leur plaisir. Une Abrams Foundation est créée à Lansing en 1962, puis un Talbert Abrams Award, qui permet tous les ans à l’American Society of Photogrammetry de récompenser une contribution majeure dans le domaine de la photogrammétrie. Une autre donation de Ted et Leota Abrams permet à l’Université d’État du Michigan de construire un planétarium.
Ted Abrams décède le 26 août 1990, mais Abrams Aerial Survey Corporation reste un leader dans le domaine de la photographie et la photogrammétrie aérienne.